# Eduard Popp
Eduard Popp (Barnaul, 16 giugno 1991) è un lottatore tedesco, specializzato nella lotta greco-romana.

## Biografia
Ha vinto il titolo nazionale nel 2013 e nel 2014. Ha rappresentato la Germania ai Giochi olimpici estivi di Rio de Janeiro 2016.
Nel 2020 ha ottenuto l'ottavo posto nella Coppa del mondo individuale di Belgrado.
Agli europei di Varsavia 2021 ha vinto la medaglia di bronzo nei 130 chilogrammi.

## Palamarès
- Europei

Varsavia 2021: bronzo nei 130 kg;
- Mondiali militari

Skopje 2016: argento nei 130 kg;

## Altre competizioni internazionali
2020
- 8º nei 130 kg nella Coppa del mondo individuale ( Belgrado)